# Нью-Бедфорд (Пенсільванія)
Нью-Бедфорд (англ. New Bedford) — переписна місцевість (CDP) в США, в окрузі Лоуренс штату Пенсільванія. Населення — 857 осіб (2020).

## Географія
Нью-Бедфорд розташований за координатами 41°5′21″ пн. ш. 80°29′35″ зх. д. / 41.08917° пн. ш. 80.49306° зх. д. (41.089078, -80.493108).  За даними Бюро перепису населення США в 2010 році переписна місцевість мала площу 6,62 км², з яких 6,61 км² — суходіл та 0,01 км² — водойми.

## Демографія
Згідно з переписом 2010 року, у переписній місцевості мешкало 925 осіб у 399 домогосподарствах у складі 275 родин. Густота населення становила 140 осіб/км².  Було 435 помешкань (66/км²).
Расовий склад населення:
| - 99,0 % — білих - 0,4 % — чорних або афроамериканців - 0,1 % — азіатів |

До двох чи більше рас належало 0,4 %. Частка іспаномовних становила 1,0 % від усіх жителів.
За віковим діапазоном населення розподілялося таким чином: 18,9 % — особи молодші 18 років, 61,1 % — особи у віці 18—64 років, 20,0 % — особи у віці 65 років та старші. Медіана віку мешканця становила 47,8 року. На 100 осіб жіночої статі у переписній місцевості припадало 98,1 чоловіків;  на 100 жінок у віці від 18 років та старших — 96,3 чоловіків також старших 18 років.
Середній дохід на одне домашнє господарство  становив 57 340 доларів США (медіана — 49 009), а середній дохід на одну сім'ю — 70 991 долар (медіана — 66 406). За межею бідності перебувало 3,9 % осіб, у тому числі 0,0 % дітей у віці до 18 років та 2,8 % осіб у віці 65 років та старших.
Цивільне працевлаштоване населення становило 441 особа. Основні галузі зайнятості: виробництво — 20,2 %, освіта, охорона здоров'я та соціальна допомога — 19,3 %, фінанси, страхування та нерухомість — 12,2 %, мистецтво, розваги та відпочинок — 10,0 %.